# 헤일로 워즈
《헤일로 워즈》(Halo Wars)는 엑스박스 360 비디오 게임 콘솔용으로 앙상블 스튜디오가 개발하고 마이크로소프트 스튜디오가 배급한 실시간 전략 게임 (RTS) 비디오 게임이다. 2009년 1월 26일 일본과 오스트레일리아에서, 2월 27일 유럽에서, 북아메리카에서 3월 3일 출시되었다. 이 게임의 배경은 헤일로: 컴뱃 이볼브드 사건이 일어나기 21년 전인 2531년에 헤일로 시리즈의 SF 우주이다.
《헤일로 워즈》는 2006년에 X06 엑스박스 쇼에서 공개되었다.

## 평가
헤일로 워즈는 대체적으로 긍정적인 평가를 받았다.

## 시퀄
2015년 8월 4일, 마이크로소프트는 343 인더스트리의 지원과 더불어 크리에이티브 어셈블리가 개발한 《헤일로 워즈 2》를 발표하였다.